# Má vlast
Má vlast (Mit fædreland) er en serie af seks symfoniske digte komponeret i perioden 1874-79 af den tjekkiske komponist Bedřich Smetana. De seks stykker er i virkeligheden individuelle værker, men præsenteres og indspilles næsten altid som et samlet værk. 
Smetana kombinerede i værkerne det symfoniske digt som form med idealerne om national musik, der var oppe i tiden i slutningen af det 19. århundrede. Hvert digt udtrykker aspekter af Bøhmens landskab, historie eller legender.

## "Vyšehrad"
Det første digt, "Vyšehrad" (Det høje slot), komponeret september-november 1874 med uropførelse 14. marts 1875, beskriver slottet Vyšehrad i Prag, der var de tidligste tjekkiske kongers residens.
To harper indleder digtet, fulgt af blæserne og strygerne, inden hele orkestret når til et klimaks. Næste del går hurtigere og bliver til march i beskrivelsen af slottets historie. Et nyt klimaks afbrydes brat som billede på slottets ødelæggelse, og musikken bliver stille. Digtet afsluttes med genoptagelse af harpetemaet fra begyndelsen, og musikken fortæller nu om slottets skønhed, også som ruin. Helt til sidst gives Vltavas rolige løb ved slottet musikalsk rum. De fleste opførelser af digtet varer omkring 15 minutter.

## "Vltava"
"Vltava" (også kendt under det tyske navn "Moldau") blev komponeret i perioden 20. november – 8. december 1874 og blev uropført 4. april 1875. 
I stykket beskriver Smetana lydene i en af Bøhmens største floder. Smetanas nok mest kendte melodi findes i stykket, og den er baseret på en gammel folkesang med ukendt oprindelse. Smetana kan have hentet melodien fra den svenske "Ack, Värmeland". Stykket er endvidere musikalsk koblet med "Vyšehrad", så de to udgør et sammenhængende par.

## "Šárka"
Det tredje digt blev afsluttet 20. februar 1875 og har navn efter amazonekrigeren Šárka fra en gammel tjekkisk legende. Hun binder sig til et træ som madding og venter på at blive reddet af prins Ctirad, idet hun påstår at være de oprørske kvinders fange. Hun lokker hans kammerater til at drikke sig fulde i mjød, og da de sover, lokker hun den forelskede Ctirad til at blæse i et jagthorn. Det er det aftalte signal til de andre kvinder, og historien ender med en scene, hvor alle mændene myrdes.

## "Z českých luhů a hájů"
Titlen betyder "Fra bøhmiske enge og skove", og Smetana afsluttede digtet 18. oktober 1875 med uropførelse 10. december 1878. Det beskriver skønheden i det tjekkiske landskab. Der er ikke nogen egentlig historie, men mere en række tableauer, herunder en scene med skovens storhed og en byfest.

## "Tábor"
Stykket er opkaldt efter byen Tábor i det sydlige Bøhmen og var færdigt 13. december 1878 med uropførelse 4. januar 1880. Byen blev grundlagt af hussitterne og fungerede som deres basis under hussitterkrigene. Digtets tema er hentet fra de to første linjer i den hussittiske salme "Ktož jsú boží bojovníci" ("De som er Guds krigere").

## "Blaník"
"Blaník" blev færdigt 9. marts 1879 og uropført 4. januar 1880. Det er opkaldt efter bjerget Blaník, som ifølge en legende rummer en stor sovende ridderhær anført af Václav den Hellige. Ridderne vil vågne op og redde landet, når det ser mørkest ud.
Musikalsk begynder "Blaník", hvor "Tábor" slutter, som i efterdønningerne af et slag. Derfor udgør de to sidste digte et sammenhængende par, som også de to første gør. Hussitter-salmen citeres her, men nu er det tredje linje, der munder ud i en march som afslutning på stykket. Teksten i salmen for denne linje lyder oversat: "så til slut vil du altid sejre med Ham", en henvisning til, at den tjekkiske stats endegyldige sejren.